# Caspar de Latour
Caspar de Latour (* 12. Februar 1827 in Breil/Brigels; † 21. Februar 1861 in Chur) war ein Schweizer Jurist und Politiker.

## Leben
Caspar de Latour besuchte von 1839 bis 1846 die Kantonsschulen Disentis und Chur. In Chur wurde er 1844 Mitglied des Schweizerischen Zofingervereins. Von 1846 bis 1848 studierte er an der Ruprecht-Karls-Universität Heidelberg und der Universität Bologna Rechtswissenschaften. In Heidelberg schloss er sich 1847 dem Corps Helvetia an. Als Advokat diente er von 1848 bis 1849 in der italienischen Armee bei Ancona und Bologna.
1849 kehrte er nach Graubünden zurück und wurde noch im gleichen Jahr in den Grossen Rat des Kantons Graubünden und 1853 zum Landammann des Kreises Disentis gewählt. Von 1855 bis 1856 war Mitglied des Bündner Regierungsrats.
Von Juli 1854 bis zum Juni 1855 sowie von Juli bis Oktober 1857 gehörte er für den Kanton Graubünden dem Ständerat an. Von 1857 bis 1861 war er Abgeordneter zum Eidgenössischen Nationalrat, zuletzt als dessen Vizepräsident. Als katholisch-liberaler Politiker setzte er sich insbesondere für die paritätische Kantonsschule ein.
1860 zum Oberstleutnant der Schweizer Armee befördert fungierte er als Inspektor für Appenzell, Glarus und St. Gallen.